# Jay Freeman
Jay Ryan Freeman (Chicago, 27 de novembre de 1981) és un empresari i enginyer de programari nord-americà. És conegut per crear l'aplicació de programari Cydia i programari relacionat per a iOS amb jailbreak, una versió modificada de l'iOS d'⁣Apple (on OS significa sistema operatiu) que permet la instal·lació i la personalització de programari fora de la regulació imposada per l'⁣App Store.

## Educació i treball primerenc

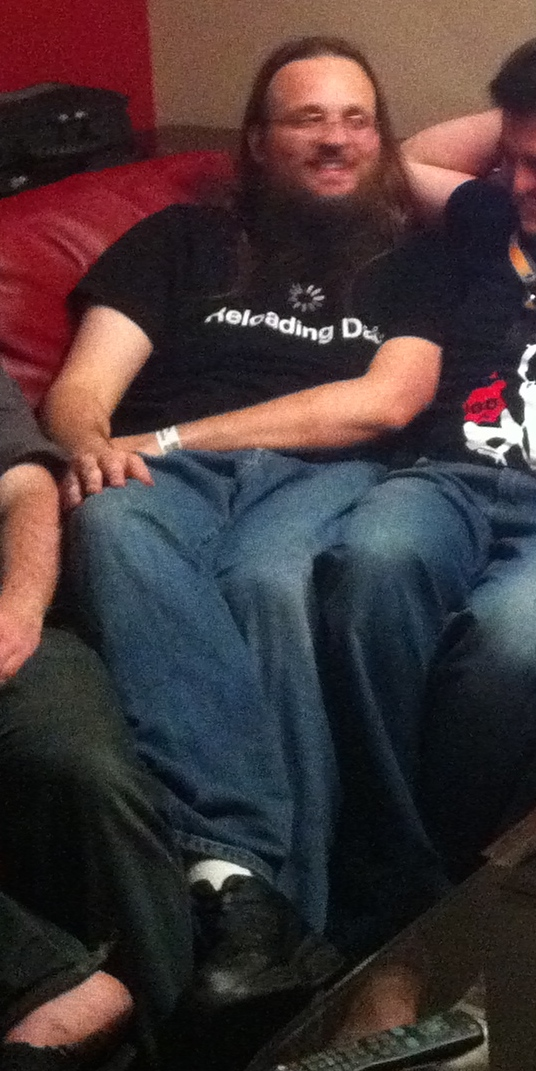
Saurik a la Defcon 2011

Freeman va estudiar i es va graduar amb una llicenciatura en informàtica al College of Creative Studies de la Universitat de Califòrnia, Santa Bàrbara. El 2009, va ser estudiant de doctorat en informàtica a la UCSB.
Va construir Anakrino, un descompilador per a .NET disponible el 2002. Va ser coautor d'un article publicat el 2005 sobre una "biblioteca de monitorització i especificació d'esdeveniments en temps d'execució de Java". Ha treballat amb Brian Fox en múltiples projectes autònoms.

## Programari

### iOS
El febrer de 2008, Freeman va llançar la versió inicial de Cydia, una eina de distribució i instal·lació de programari per a dispositius iOS amb jailbreak. El maig de 2009, va afegir un sistema de botiga propietari a Cydia que permet als desenvolupadors vendre els seus productes. El setembre de 2010, la seva empresa (SaurikIT, LLC) va anunciar que havia adquirit Rock Your Phone, Inc. (fabricants de Rock.app). SaurikIT i Rock Your Phone van ser els dos majors proveïdors d'aplicacions de tercers.
Ha publicat eines perquè els desenvolupadors creïn programari, especialment per a iOS amb jailbreak. Va fer Cydia Substrate, un marc que els desenvolupadors utilitzen per ajudar-los a modificar iOS amb extensions. També va crear Cyscript, una eina que els desenvolupadors utilitzen per inspeccionar i modificar aplicacions a iOS i OS X.
Ha desenvolupat una gran quantitat d'extensions de programari per als usuaris d'iOS amb jailbreak per afegir funcions a iOS, com Apple File Conduit 2, Cycorder, CyDialer, Cydget, Cyntact, Cyueue, 15] Five Icon Dock, Veency, i WinterBoard. També ha llançat Cydia Eraser (anteriorment anomenat Cydia Impactor, però va ser rebatejat per evitar confusions) per a iOS amb jailbreak, una eina per eliminar dades personals i "desbloquejar" el dispositiu mentre es conserva la versió d'iOS.
També és membre del grup iPhone Dev Team, que ha desenvolupat jailbreaks per a iOS.

### Android
Freeman també ha fet recerca de desenvolupament de programari i seguretat al sistema operatiu Android. El 2008, va portar la distribució Debian per utilitzar-la en un telèfon Android. L'abril de 2013, va crear una implementació d'una arrel (jailbreak) per a Google Glass i va publicar una anàlisi de les ramificacions. El maig de 2013, va publicar una versió de Cydia Substrate per a Android. El juliol de 2013, va publicar una anàlisi i implementació de les vulnerabilitats de la "clau mestra" per a Android.

## Política

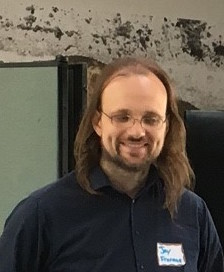
Freeman en un esdeveniment de divulgació del Centre Comunitari d'Isla Vista el 2016

Freeman va donar suport a la incorporació d'⁣Isla Vista, Califòrnia (la comunitat adjacent a UCSB). El gener de 2016, va anunciar la seva candidatura per a la Junta de Supervisors del Comtat de Santa Bàrbara, i el juny de 2016 va perdre a les eleccions primàries per a aquest càrrec. Després es va presentar per a un escó de quatre anys a la junta directiva del Districte de Serveis Comunitaris d'Isla Vista i va ser elegit el novembre de 2016.
A partir del 2019, Freeman també és membre del districte especial de la Comissió de formació de l'agència local del comtat de Santa Barbara i membre de la Comissió Assessora de la Biblioteca de Goleta.